# Årsagskæden
Årsagskæden er et begreb om altings sammenhæng, der med forskellige betydninger bruges inden for både fysik og buddhisme.

## Fysik
Inden for fysikken er årsagskæden det forløb, at enhver handling er sket som en konsekvens af en, der ligger nær den i tid og rum, og som skete før den begivenhed, som den er årsag til. Denne linje kan ubrudt føres tilbage til Big Bang. Dette er grundbegrebet i determinisme.

## Buddhisme
Ud fra oplevelser og erfaringer formulerede Buddha loven om gensidig afhængighed (Sanskrit: प्रतीत्यसमुत्पाद pratītyasamutpāda; Pali: पटिच्चसमुप्पाद paṭiccasamuppāda). Loven kaldes også betinget samopståen eller årsagskæden, og den beskriver grunden til vores eksistens. Hemmeligheden bag årsagskæden er karmaprocessen. I karmaprocessen er hvert led et resultat af det foregående led og selv medvirkende til det næste led. I den klassiske fremstilling af den gensidige afhængighed mellem årsag og virkning indgår der 12 led. Leddene holder skabninger fast i samsaras lænker. Leddene er som følger:
1. Uvidenhed: Ikke at kende De Fire Ædle Sandheder.
2. Karmiske dannelser: Kropslige, verbale og og mentale karmiske dannelser.
3. Bevidsthed: øje-bevidsthed, næse-bevidsthed, tunge-bevidsthed, krops-bevidsthed, intellekt-bevidsthed.
4. Mental-materie-sammenhæng: Følelse, opfattelse, intention, kontakt og opmærksomhed hører til det mentale plan, de fire elementer og deres form hører til materien.
5. De seks sanse-baser: øjne, ører, næse, tunge, krop, intellekt.
6. Kontakten: øje-kontakt, øre-kontakt, næse-kontakt, tunge-kontakt, krops-kontakt, intellekt-kontakt.
7. Følelser: følelser, som stammer fra øje-kontakt, øre-kontakt, næse-kontakt, tunge-kontakt, krops-kontakt, intellekt-kontakt.
8. Livstørsten: tørst efter former, tørst efter lyde, tørst efter dufte, tørst efter smage, tørst efter at mærke, tørst efter idéer.
9. Klyngen: klyngen sig til sanserne, til synspunkter, til leveregler og udøvelse, og klyngen sig til sig selv.
10. Tilblivelses-proces: i den formløse verden, sanseverdenen eller i formverdenen.
11. (Gen)fødsel: at føde, nedkomme, blive til, komme frem, fremkommen af aggregater (skandha), at bruge sanse-baserne uanset hvilket væsen, man er.
12. Alderdom og død: aldring, hensygnen af livskraft, svækkelse, død, uanset hvilket væsen, man er.

Det ser ud til, at det efterfølgende led opstår som en virkning af det foregående, en kæde af årsag-virkning. Dette er imidlertid ikke rigtigt. De 12 led opstår samtidig, og de betinger gensidigt hinanden, hvilket kan ses deraf, at man lige så godt kan læse årsagskæden bagfra.
Den tolv-leddede årsagskæde findes i yderste ring i Livshjulet. For at bryde årsagskæden, og dermed et liv i lidelse samt fastholdelsen i samsara, må man først komme uvidenheden til livs. Dette sker ved erkendelsen af De Fire Ædle Sandheder, som også er det første trin på Den Ædle Otteledede Vej.